# Max-Gordon Sundquist
Max-Gordon Sundquist (5 gennaio 1994) è un ex sciatore alpino svedese.

## Biografia
Attivo dal novembre del 2009, in Coppa Europa Sundquist ha esordito il 1º dicembre 2013 a Trysil in slalom speciale e ha disputato la sua unica gara in Coppa del Mondo il 12 dicembre 2014 a Åre in slalom gigante, in entrambi i casi senza completare la prova; in Coppa Europa ha ottenuto il miglior piazzamento il 15 dicembre 2014 a San Vigilio in parallelo (17º) e ha preso per l'ultima volta il via il 8 gennaio 2019 a Val-Cenis in slalom speciale, senza completare la prova. Si è ritirato al termine della stagione 2019-2020 e la sua ultima gara è stata uno slalom speciale FIS disputato il 1º marzo ad Almåsa; non ha preso parte a rassegne olimpiche o iridate.

## Palmarès

### Mondiali juniores
- 2 medaglie:
  - 2 ori (gara a squadre a Québec 2013; gara a squadre a Jasná 2014)

### Coppa Europa
- Miglior piazzamento in classifica generale: 170º nel 2015

### Campionati svedesi
- 2 medaglie:
  - 1 argento (combinata nel 2016)
  - 1 bronzo (supergigante nel 2016)